# كيني وليامز
كيني وليامز (بالإنجليزية: Kenny Williams)‏ هو مقدم برامج إذاعية أمريكي، ولد في 12 أبريل 1914 في فرجينيا في الولايات المتحدة، وتوفي في 16 فبراير 1984 في لوس أنجلوس في الولايات المتحدة.